# Mistrzostwa Świata i Europy w Biegu na 100 km 2010
24. Mistrzostwa Świata i 19. Mistrzostwa Europy w Biegu na 100 km – zawody lekkoatletyczne, które odbyły się 7 listopada 2010 na Gibraltarze. Czwarty raz w historii czempionat świata i Starego Kontynentu odbył się w tym samym terminie. 

## Mistrzostwa świata

### Rezultaty
|           | 1. miejsce      | Rezultat | 2. miejsce    | Rezultat | 3. miejsce      | Rezultat |
| Mężczyźni | Shinji Nakadai  | 6:43:44  | Jonas Buud    | 6:47:40  | Michael Wardian | 6:49:18  |
| Kobiety   | Ellie Greenwood | 7:20:05  | Monica Carlin | 7:30:50  | Lizzy Hawker    | 7:33:26  |

#### Weterani
| Kategoria:     | 1. miejsce         | Rezultat |
| Powyżej 40 lat | Daniel Orálek      | 6:58:26  |
| Powyżej 45 lat | Asmo Ahola         | 7:16:48  |
| Powyżej 50 lat | Gerhard Laepple    | 7:38:53  |
| Powyżej 55 lat | Mladen Tomasic     | 9:12:27  |
| Powyżej 60 lat | Tadeusz Dziekoński | 9:46:11  |
| Powyżej 65 lat | Leo Pardaens       | 9:54:01  |
| Powyżej 70 lat | Norbert Hoffman    | 9:28:51  |

| Kategoria:     | 1. miejsce           | Rezultat |
| Powyżej 40 lat | Cristina Zantedeschi | 8:44:23  |
| Powyżej 45 lat | Meghan Arbogast      | 7:46:01  |

## Mistrzostwa Europy

### Rezultaty
|           | 1. miejsce      | Rezultat | 2. miejsce           | Rezultat | 3. miejsce   | Rezultat |
| Mężczyźni | Jonas Buud      | 6:47:40  | Ołeksandr Hołownycki | 6:51:03  | André Collet | 6:51:54  |
| Kobiety   | Ellie Greenwood | 7:29:05  | Monica Carlin        | 7:30:50  | Lizzy Hawker | 7:33:26  |

## Reprezentacja Polski

### Mężczyźni
| Miejsce MŚ | Miejsce ME | Zawodnik         | Klub                   | Rezultat |
| 57.        | 45.        | Dariusz Guzowski | ULKS Talex Borzytuchom | 7:59:35  |
| DNF        | DNF        | Jarosław Janicki | MKS Hermes Gryfino     | -        |
| DNF        | DNF        | Andrzej Baran    | TS Kalisz              | -        |